# Макалістервілл (Пенсільванія)
Макалістервілл (англ. McAlisterville) — переписна місцевість (CDP) в США, в окрузі Джуніата штату Пенсільванія. Населення — 920 осіб (2020).

## Географія
Макалістервілл розташований за координатами 40°38′17″ пн. ш. 77°16′23″ зх. д. / 40.63806° пн. ш. 77.27306° зх. д. (40.637977, -77.273010). За даними Бюро перепису населення США в 2010 році переписна місцевість мала площу 4,55 км², уся площа — суходіл.

## Демографія
Згідно з переписом 2010 року, у переписній місцевості мешкала 971 особа в 414 домогосподарствах у складі 269 родин. Густота населення становила 214 осіб/км². Було 458 помешкань (101/км²).
Расовий склад населення:
| - 98,6 % — білих - 0,4 % — чорних або афроамериканців - 0,2 % — азіатів |

До двох чи більше рас належало 0,3 %. Частка іспаномовних становила 0,9 % від усіх жителів.
За віковим діапазоном населення розподілялося таким чином: 24,4 % — особи молодші 18 років, 54,1 % — особи у віці 18—64 років, 21,5 % — особи у віці 65 років та старші. Медіана віку мешканця становила 41,5 року. На 100 осіб жіночої статі у переписній місцевості припадало 87,1 чоловіків; на 100 жінок у віці від 18 років та старших — 83,5 чоловіків також старших 18 років.
Середній дохід на одне домашнє господарство становив 50 727 доларів США (медіана — 43 919), а середній дохід на одну сім'ю — 69 877 доларів (медіана — 67 895). За межею бідності перебувало 25,3 % осіб, у тому числі 36,4 % дітей у віці до 18 років та 0,0 % осіб у віці 65 років та старших.
Цивільне працевлаштоване населення становило 450 осіб. Основні галузі зайнятості: роздрібна торгівля — 34,7 %, будівництво — 27,6 %, мистецтво, розваги та відпочинок — 12,9 %, освіта, охорона здоров'я та соціальна допомога — 6,2 %.